# Jacquemontia gracilis
Jacquemontia gracilis är en vindeväxtart som beskrevs av Jacques Denys Denis Choisy. Jacquemontia gracilis ingår i släktet Jacquemontia och familjen vindeväxter. Inga underarter finns listade i Catalogue of Life.